# 66. ročník udílení Filmových cen Britské akademie
66. ročník udílení Filmových cen Britské akademie se konal v Royal Opera House v Londýně 10. února 2013. Moderátorem ceremoniálu byl Stephen Fry. Ocenění se předávalo nejlepším filmům a dokumentů britským i mezinárodním, které se promítaly v britských kinech v roce 2012. Nejvíce ocenění získal film Bídníci, celkem 4 ceny. Nejvíce nominací získal film Lincoln, celkem 10. Nominace byly oznámeny 9. ledna 2013.

## Vítězové a nominovaní

### Academy Fellowship
- Michael Palin
- Alan Parker

### Outstanding British Contribution to Cinema
- Tessa Ross

| Nejlepší film | Nejlepší režisér |
| --- | --- |
| Argo - Bídnici - Pí a jeho život - Lincoln - 30 minut po půlnoci | Ben Affleck – Argo - Kathryn Bigelowová – 30 minut po půlnoci - Michael Haneke – Láska - Ang Lee – Pí a jeho život - Quentin Tarantino – Nespoutaný Django |
| Nejlepší herec v hlavní role | Nejlepší herečka v hlavní roli |
| Daniel Day-Lewis – Lincoln - Bradley Cooper – Terapie láskou - Ben Affleck – Argo - Hugh Jackman – Bídnici - Joaquin Phoenix – Mistr                                            | Emmanuelle Riva – Láska - Jessica Chastainová – 30 minut po půlnoci - Marion Cotillard – Na dřeň - Jennifer Lawrenceová – Terapie láskou - Helen Mirrenová – Hitchcock |
| Nejlepší herec ve vedlejší roli | Nejlepší herečka ve vedlejší roli |
| Christopher Waltz – Nespoutaný Django - Philip Seymour Hoffman – Mistr - Alan Arkin – Argo - Javier Bardem – Skyfall - Tommy Lee Jones – Lincoln                                | Anne Hathawayová – Bídnici - Amy Adamsová – Mistr - Judi Denchová – Skyfall - Sally Fieldová – Lincoln - Helen Hunt – Sezení |
| Nejlepší původní scénář | Nejlepší adaptovaný scénář |
| Quentin Tarantino – Nespoutaný Django - Michael Haneke – Láska - Paul Thomas Anderson – Mistr - Wes Anderson a Roman Coppola – Až vyjde měsíc - Mark Boal – 30 minut po půlnoci | David O. Russell – Terapie láskou - Tony Kushner – Lincoln - Chris Terrio – Argo - David Magee – Pí a jeho život - Lucy Alibar a Benh Zeitlin – Divoká stvoření jižních krajin |
| Nejlepší kamera | Nejlepší debut – scénář, režie nebo produkce |
| Pí a jeho život - Lincoln - Bídnici - Anna Karenina - Skyfall | Bart Layton (režisér) a Dmitri Dogains (producent) – Podvodník James Bobin (režisér) – Mupeti Dexter Fletcher (režisér/scenárista) a Danny King (scenárista) – Divoký Bill Tina Ghavari (režisérka/scenáristka) – I Am Nasrine David Morris (režisér) a Jaqui Morris (režisér/producent) – McCullin |
| Nejlepší britský film | Nejlepší dokument |
| Skyfall - Sedm psychopatů - Bídnici - Anna Karenina - Báječný hotel Marigold | Pátrání po Sugar Manovi - Marley - Podvodník - McCullin - West of Memphis |
| Nejlepší původní hudba | Nejlepší zvuk |
| Skyfall - Lincoln - Argo - Pí a jeho život - Anna Karenina | Bídníci - Nespoutaný Django - Hobit: Neočekávaná cesta - Pí a jeho život - Skyfall |
| Nejlepší produkční design | Nejlepší speciální efekty |
| Bídníci - Anna Karenina - Lincoln - Pí a jeho život - Skyfall | Pí a jeho život - Avangers - Temný rytíř povstal - Hobit: Neočekávaná cesta - Prometheus |
| Nejlepší kostýmní design | Nejlepší masky |
| Anna Karenina - Nadějné vyhlídky - Bídníci - Lincoln - Sněhurka a lovec | Bídníci - Anna Karenina - Lincoln - Hobit: Neočekávaná cesta - Hitchcock |
| Nejlepší střih | Nejlepší cizojazyčný film |
| Argo - Nespoutaný Django - Pí a jeho život - Skyfall - 30 minut po půlnoci | Láska - Nedoknutelní - Lovci hlav - Hon - Na dřeň |
| Nejlepší animovaný film | Nejlepší krátký animovaný film |
| Rebelka - Frankenweenie: Domácí mazlíček - Norman a duchové | The Making of Longbird - Here to Fall - I'm Fine Thanks |
| Nejlepší krátkometrážní film | Vycházející hvězda |
| Plavec - The Curse - Good Night - Tumult - Voormanův problém | Juno Temple - Elizabeth Olsen - Andrea Riseborough - Suraj Sharma - Alicia Vikander |